# ¡Santiago y cierra, España!

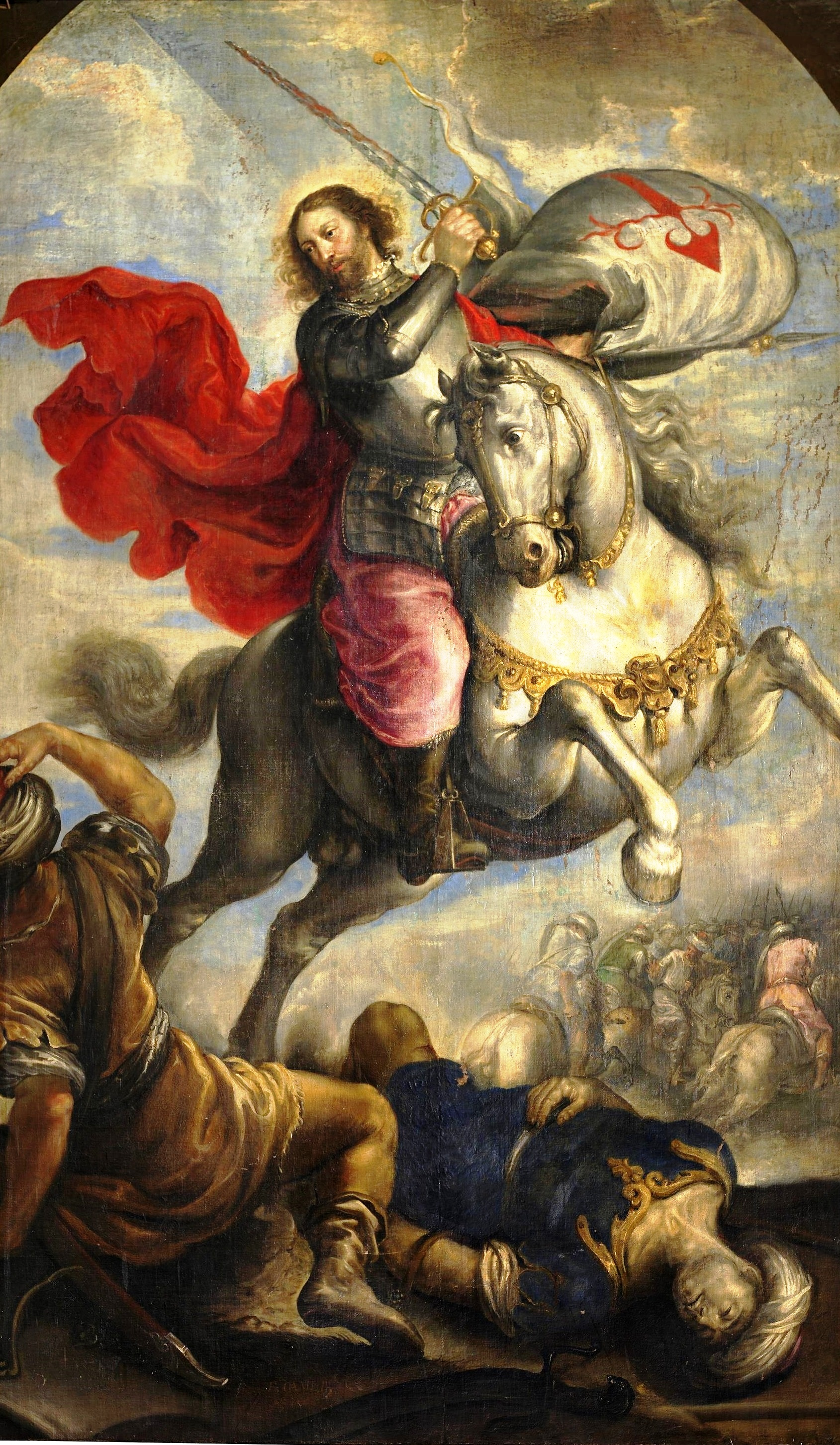
El Apóstol Santiago a caballo o Santiago Matamoros (Museo del Prado)

¡Santiago y cierra, España! es un lema perteneciente a la tradición militar española, inspirado en varios gritos de guerra pronunciados por las tropas cristianas durante la Reconquista. La primera vez que aparece ¡Santiago y cierra, España! se acredita en el siglo XVII. Se supone que las tropas cristianas pronunciarían gritos similares antes de cada carga en ofensiva, cuando combatían contra las tropas musulmanas.

## Historia

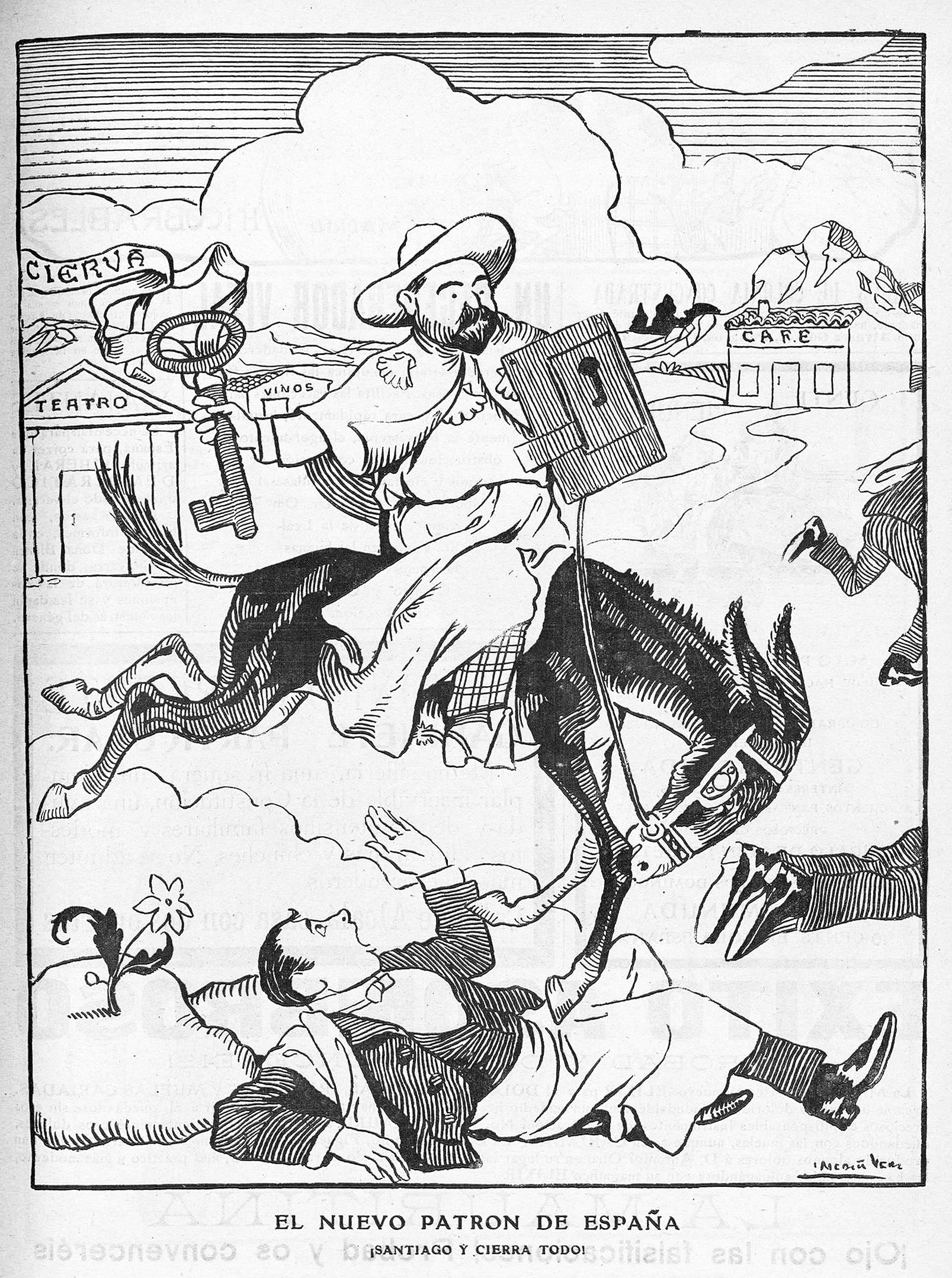
Caricatura de comienzos del siglo del político Juan de la Cierva en la que se hace parodia del lema «¡Santiago y cierra, España!» con un «¡Santiago y cierra todo!»

En el corpus impreso del español aparece citado en el siglo XVII, en poemas y dramas de carácter histórico. A partir del siglo XVII, variantes del lema aparecen citadas en dramas y poemas de inspiración histórica de Pedro Calderón de la Barca, Antonio Hurtado de Mendoza, Lope de Vega o Pedro Francisco de Lanini; así lo atestigua la comedia La batalla de las navas, de este último. Según esta tradición, ¡Santiago!, ¡Cierra! y ¡España! se habrían gritado como voces de guerra, sin necesariamente combinarse en una sola frase. Como forma codificada «Santiago y cierra, España» aparece en la obra Don Quijote de la Mancha, causando asombro a Sancho Panza, que se pregunta si España está, por ventura, abierta, y es menester cerrarla. Alonso de Ercilla, a su vez, documenta en La Araucana su uso en la conquista de América bajo la forma «¡cierra, cierra! ¡España, España!» sin referencias al santo.
El significado de la frase es, por una parte, invocar al apóstol Santiago, patrón de España y también llamado Santiago Matamoros, y por otro, la orden militar cierra, que en términos militares significa trabar combate, embestir o acometer; «cerrar» la distancia entre uno y el enemigo. Cierra también hace referencia a cerrar filas, para que nadie abandone su puesto en combate y que las líneas de defensa queden huecos que el enemigo pudiera atravesar.  El vocativo España, al final, hace referencia al destinatario de la frase: las tropas españolas.
Según la tradición militar española, una vez acabada la Reconquista, la frase no habría dejado de utilizarse, especialmente por las brigadas de caballería, en cuyo himno está incluida la expresión que nos trata, como cierre del mismo.
Su utilización como tópico cultural lo convierte, desde finales del siglo XIX, en algo peyorativo, incluyendo el juego de palabras con el verbo cerrar, en alusión al aislamiento frente a la modernidad del que se responsabilizaba, desde el regeneracionismo a las corrientes casticistas y al pensamiento costumbrista español. Desde ese punto de vista, es usual citar la frase sin poner la coma, con lo que se convierte en «¡Santiago y cierra España!» con un significado distinto.
Ramón María del Valle-Inclán, en su obra Luces de Bohemia, la convierte en «Santiago y abre España, a la libertad y al progreso» en labios del modernista Dorio de Gádex.
Fue el lema elegido en los años 1930 por la revista derechista Acción Española, vinculada a Ramiro de Maeztu.
Era el grito que lanzaban El Guerrero del Antifaz y El Capitán Trueno, héroes de cómic de la posguerra española y el franquismo. También es una frase mencionada frecuentemente en Las aventuras del capitán Alatriste, de Arturo Pérez-Reverte, especialmente en el capítulo Corsarios de Levante.